# Quieta non movere et mota quietare
Quieta non movere et mota quietare è un motto popolare di lingua latina che può essere tradotto con Non agitare ciò che è calmo, ma calma piuttosto ciò che è agitato. 
Completa, di fatto, l'antico brocardo della common law (il modello di ordinamento giuridico di matrice anglosassone) stare decisis che suggerisce di uniformarsi alla decisione adottata in una precedente sentenza, e di procedere dunque con la dovuta cautela e prudenza.
Il motto è pronunciato dal direttore della scuola in cui insegna il protagonista del film Il maestro di Vigevano - di Elio Petri, del 1963, tratto dal romanzo omonimo di Lucio Mastronardi - in principio di anno scolastico.